# Evelyn Ashley
Anthony Evelyn Melbourne Ashley (24 luglio 1836 – 15 novembre 1907) è stato un politico inglese.

## Biografia
Era il figlio di Anthony Ashley-Cooper, VII conte di Shaftesbury, e di sua moglie, Lady Emily Cowper, figlia maggiore di Peter Cowper, V conte Cowper. Studiò alla Harrow e al Trinity College, Cambridge.

## Carriera
Ashley fu segretario privato di Lord Palmerston (1858-1865). Fu eletto come liberale per il collegio di Poole (1874-1880) e per l'Isola di Wight (1880-1885) e ha servito sotto William Ewart Gladstone come Sottosegretario di Stato al Ministero del Commercio (1880-1882) e come Sottosegretario di Stato per le colonie (1882-1885).  Nel 1891 divenne un membro del Consiglio privato.

## Matrimoni

### Primo Matrimonio
Sposò, il 28 luglio 1866, Sybella Charlotte Farquhar (?-31 agosto 1886), figlia di Walter Farquhar. Ebbero due figli:
- Wilfred Ashley-Cooper, I barone Mount Temple (13 settembre 1867-3 luglio 1939);
- Lillian Blanche Georgiana Ashley (27 giugno 1875–14 settembre 1939), sposò Hercules Pakenham, ebbero tre figli.

### Secondo Matrimonio
Sposò, il 30 giugno 1891, Lady Alice Elizabeth Cole (?-25 agosto 1931), figlia di William Cole, III conte di Enniskillen. Non ebbero figli.

## Morte
Morì il 15 novembre 1907, all'età di 71 anni.

## Ascendenza
|                                                 |                                           |                                           | Genitori                                 |  |  | Nonni |  |  | Bisnonni                                       |  |  | Trisnonni                                       |  |
|                                                 |                                           |                                           |                                          |  |  |       |  |  | Anthony Ashley-Cooper, IV conte di Shaftesbury |  |  | Anthony Ashley-Cooper, III conte di Shaftesbury |  |
|                                                 |                                           |                                           |                                          |  |  |       |  |  | Anthony Ashley-Cooper, IV conte di Shaftesbury |  |  | Anthony Ashley-Cooper, III conte di Shaftesbury |  |
|                                                 |                                           | Jane Ewer                                 |                                          |  |  |       |  |  | Anthony Ashley-Cooper, IV conte di Shaftesbury |  |  |                                                 |  |
| Cropley Ashley-Cooper, VI conte di Shaftesbury  |                                           |                                           |                                          |  |  |       |  |  | Anthony Ashley-Cooper, IV conte di Shaftesbury |  |  |                                                 |  |
|                                                 |                                           | Mary Bouverie                             | Jacob Bouverie, I visconte Folkestone    |  |  |       |  |  |                                                |  |  |                                                 |  |
|                                                 |                                           | Mary Bouverie                             | Jacob Bouverie, I visconte Folkestone    |  |  |       |  |  |                                                |  |  |                                                 |  |
|                                                 |                                           | Mary Bouverie                             | Mary Clarke                              |  |  |       |  |  |                                                |  |  |                                                 |  |
| Anthony Ashley-Cooper, VII conte di Shaftesbury |                                           | Mary Bouverie                             |                                          |  |  |       |  |  |                                                |  |  |                                                 |  |
|                                                 |                                           | George Spencer, IV duca di Marlborough    | Charles Spencer, III duca di Marlborough |  |  |       |  |  |                                                |  |  |                                                 |  |
|                                                 |                                           | George Spencer, IV duca di Marlborough    | Charles Spencer, III duca di Marlborough |  |  |       |  |  |                                                |  |  |                                                 |  |
|                                                 |                                           | George Spencer, IV duca di Marlborough    | Elizabeth Trevor                         |  |  |       |  |  |                                                |  |  |                                                 |  |
| Anne Spencer                                    |                                           | George Spencer, IV duca di Marlborough    |                                          |  |  |       |  |  |                                                |  |  |                                                 |  |
|                                                 |                                           | Caroline Russell                          | John Russell, IV duca di Bedford         |  |  |       |  |  |                                                |  |  |                                                 |  |
|                                                 |                                           | Caroline Russell                          | John Russell, IV duca di Bedford         |  |  |       |  |  |                                                |  |  |                                                 |  |
|                                                 |                                           | Caroline Russell                          | Gertrude Leveson-Gower                   |  |  |       |  |  |                                                |  |  |                                                 |  |
| Evelyn Ashley                                   |                                           | Caroline Russell                          |                                          |  |  |       |  |  |                                                |  |  |                                                 |  |
|                                                 | George Clavering-Cowper, III conte Cowper | William Clavering-Cowper, II conte Cowper |                                          |  |  |       |  |  |                                                |  |  |                                                 |  |
|                                                 | George Clavering-Cowper, III conte Cowper | William Clavering-Cowper, II conte Cowper |                                          |  |  |       |  |  |                                                |  |  |                                                 |  |
|                                                 | George Clavering-Cowper, III conte Cowper | Henrietta de Nassau d'Auverquerque        |                                          |  |  |       |  |  |                                                |  |  |                                                 |  |
| Peter Cowper, V conte Cowper                    | George Clavering-Cowper, III conte Cowper |                                           |                                          |  |  |       |  |  |                                                |  |  |                                                 |  |
|                                                 |                                           | Hannah Anne Gore                          | Charles Gore                             |  |  |       |  |  |                                                |  |  |                                                 |  |
|                                                 |                                           | Hannah Anne Gore                          | Charles Gore                             |  |  |       |  |  |                                                |  |  |                                                 |  |
|                                                 |                                           | Hannah Anne Gore                          | Mary Cockerill                           |  |  |       |  |  |                                                |  |  |                                                 |  |
| Emily Cowper                                    |                                           | Hannah Anne Gore                          |                                          |  |  |       |  |  |                                                |  |  |                                                 |  |
|                                                 |                                           | Peniston Lamb, I visconte Melbourne       | Matthew Lamb, I baronetto                |  |  |       |  |  |                                                |  |  |                                                 |  |
|                                                 |                                           | Peniston Lamb, I visconte Melbourne       | Matthew Lamb, I baronetto                |  |  |       |  |  |                                                |  |  |                                                 |  |
|                                                 |                                           | Peniston Lamb, I visconte Melbourne       | Charlotte Coke                           |  |  |       |  |  |                                                |  |  |                                                 |  |
| Emily Lamb                                      |                                           | Peniston Lamb, I visconte Melbourne       |                                          |  |  |       |  |  |                                                |  |  |                                                 |  |
|                                                 |                                           | Elizabeth Milbanke                        | Ralph Milbanke, V baronetto              |  |  |       |  |  |                                                |  |  |                                                 |  |
|                                                 |                                           | Elizabeth Milbanke                        | Ralph Milbanke, V baronetto              |  |  |       |  |  |                                                |  |  |                                                 |  |
|                                                 |                                           | Elizabeth Milbanke                        | Elizabeth Hedworth                       |  |  |       |  |  |                                                |  |  |                                                 |  |
|                                                 |                                           | Elizabeth Milbanke                        |                                          |  |  |       |  |  |                                                |  |  |                                                 |  |